# E. du Perron
Charles Edgar du Perron (meestal aangeduid als E. du Perron) (Jatinegara, toen: Meester Cornelis, (West-Java), 2 november 1899 – Bergen (NH), 14 mei 1940) was een Nederlands dichter, criticus en prozaschrijver. Hij richtte samen met Menno ter Braak en Maurice Roelants het invloedrijke literaire tijdschrift Forum op. Zijn roman Het land van herkomst is een van de bekendste modernistische romans uit de Nederlandse literatuur. Een deel van zijn werk (tot 1925) publiceerde hij onder het pseudoniem Duco Perkens. Andere pseudoniemen waren Joseph Joséphin, Bodor Guíla, W.C. Kloot van Neukema, Cesar Bombay en Angèle Baedens.

## Biografie
Du Perron groeide op in Nederlands-Indië, waar zijn vader ondernemer was. Hij had een onbekommerde jeugd, doorliep een beperkte en weinig consistente schoolcarrière en maakte zich niet veel zorgen over de toekomst. In Indië was hij korte tijd werkzaam als journalist. In 1921 verhuisde hij naar Europa met zijn ouders, die zich in 1926 in België vestigden op een kasteeltje in Gistoux. Zijn eerste manuscripten gaf Du Perron uit op eigen kosten. Hij ging in het kasteel bij zijn ouders wonen, maar voelde zich in België niet op z'n plaats en zocht afleiding in Parijs, Brussel en Nederland. Du Perron mengde zich intensief in het literaire en artistieke leven van die tijd. Zo was hij goed bevriend met de Franse schrijver en politicus André Malraux, de schilder Carel Willink en de dichter Paul van Ostaijen.
Hij trouwde in 1928 met Simone Sechez, de moeder van zijn eerste kind. In 1932 scheidde hij van Simone en hertrouwde hij met de essayiste dr. Elisabeth de Roos. Na de dood van zijn moeder in 1933 - zijn vader had in 1926 te Brussel zelfmoord gepleegd - bleek het verhoopte erfdeel in rook opgegaan. De onverkoopbaarheid van het landhuis te Gistoux op het dieptepunt van de economische crisis maakte Du Perrons financiële debacle compleet.
Mede daarom keerde hij in 1936 terug naar Nederlands-Indië, in de hoop dat het leven daar gemakkelijker en goedkoper zou zijn, maar ook uit groeiende afkeer van het opkomende nationaalsocialisme in West-Europa. Du Perron werkte in Indië als journalist en correspondent. Gedurende die tijd zocht hij contact met lokale jonge intellectuelen en andere geestverwanten, met wie hij stimulerende contacten onderhield. Desondanks viel het dagelijks leven in de praktijk tegen; hij keerde in 1939 teleurgesteld terug naar Nederland, waar hij zich vestigde in Bergen.
Hij overleed vrijwel tezelfdertijd als zijn vriend Menno ter Braak, op 14 mei 1940 tussen tien en elf uur 's avonds, kort nadat op de radio de Nederlandse capitulatie voor het Duitse leger bekend was gemaakt. Ter Braak echter had zijn dood zelf gekozen. Du Perron, die aan angina pectoris leed, stierf aan een hartaanval. Volgens zijn biograaf speelde Du Perrons opwinding over de Nederlandse capitulatie hierbij een rol.

## Werk

### Vroeg werk
Du Perrons vroege werk, dat hij in eigen beheer uitgaf, was sterk beïnvloed door het modernisme. Hij ondervond al spoedig dat zijn kracht elders lag. De titels van zijn verhalen en dichtbundels geven goed aan waar het hem eigenlijk om ging: een kritische houding ten opzichte van de maatschappij (Tegenonderzoek), onthechting ten opzichte van het alledaagse (Poging tot afstand) en een sterke oriëntatie op het werk van een kleine groep vrienden en geestverwanten (Voor kleine parochie). 

### De man van Lebak
Net als zijn vriend Menno ter Braak was Du Perron een groot bewonderaar van Multatuli, maar meer dan Ter Braak was hij diens culturele erfgenaam. Du Perron wijdde tussen 1937 en 1940 niet minder dan vier publicaties aan Multatuli, waaronder een toenmaals belangrijke bronnenpublicatie (De bewijzen uit het pak van Sjaalman) en een biografie van Multatuli (De man van Lebak), die het leven beschrijft van Eduard Douwes Dekker, tot aan het verschijnen van Max Havelaar. Deze biografie werd door Willem Frederik Hermans 'voortreffelijk' genoemd.

### Het land van herkomst
Du Perrons hoofdwerk is de autobiografische roman Het land van herkomst (1935). Behalve door Malraux is het werk sterk beïnvloed door Stendhal, met name diens roman Vie de Henry Brulard. Het is grotendeels als 'autofictie' te beschouwen. Passages over het Nederlands-Indië van zijn jeugd worden afgewisseld met Europese, grotendeels in Parijs gesitueerde episoden, waarin Du Perron een scherp tijdsbeeld van Europa geeft aan de hand van gesprekken met bevriende intellectuelen en kunstenaars. Naaste vrienden van de schrijver zijn te herkennen, onder wie Ter Braak ("Wijdenes"), Jan Greshoff ("Graaflant"), Alexandre Alexeïeff ("Goeraëff"), Adriaan Roland Holst ("Rijckloff") en André Malraux ("Héverlé"). Door frisse observaties en levendige verbeelding wordt Het land van herkomst door veel critici tot de beste Nederlandse romans van de twintigste eeuw gerekend.. Het boek is tevens een afrekening met de hypocriete moraal van zijn tijd, die Du Perron afmat aan de in zijn ogen gedweeë houding van zijn tijdgenoten tegenover het opkomende nationaalsocialisme, dat in zijn geboorteland Nederlands-Indië over een grote aanhang beschikte.

### Essays, polemieken en brieven
De rest van het werk van Du Perron bestaat grotendeels uit essays en polemieken, waarvan er vele verschenen in Forum. Du Perron was een verwoed briefschrijver. Er zijn meer dan 4.000 brieven van hem bewaard gebleven, die tussen 1978 en 1991 in negen delen zijn uitgegeven. Ze geven een weliswaar eenzijdig, maar levendig en gedetailleerd beeld van het letterkundige leven in Nederland tussen de twee wereldoorlogen. Ook J.J. Voskuil schrijft in verschillende passages van het eerste deel van zijn dagboek Bijna een man over de invloed van Du Perron.

## Bijzonderheden
- De in 1986 ingestelde E. du Perronprijs is een naar Du Perron vernoemde literatuurprijs..
- Du Perron schreef erotische poëzie onder de  pseudoniemen Cesar Bombay en W.C. Kloot van Neukema.[5]

## Galerij

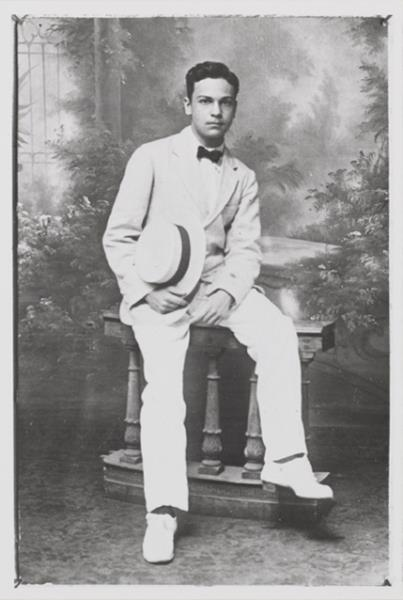
Du Perron in Bandoeng, Nederlands-Indië, ca. 1919.
Elisabeth de Roos, Menno ter Braak en Du Perron in Spa, 1932.
Ter Braak, Simon Vestdijk en Du Perron gefotografeerd door Emiel van Moerkerken, 1939.
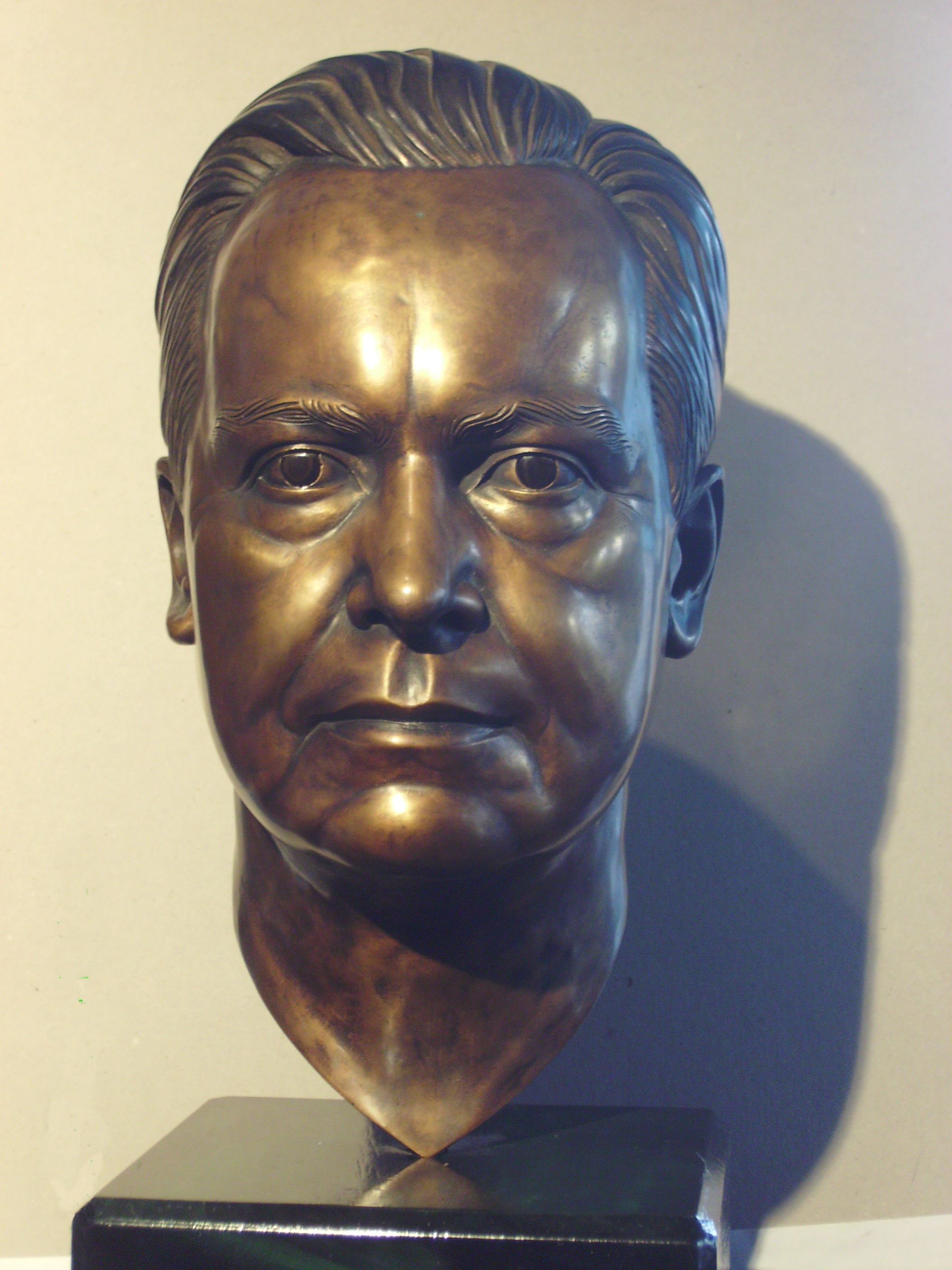
Bronzen kop van Du Perron door Sylvia Willink, 1993.